# Tomorrow featuring 九州男
Tomorrow featuring 九州男（トゥモロー フィーチャリング くすお）とは、HOME MADE 家族の17枚目のシングル。

## 収録曲
1. Tomorrow featuring 九州男
  - 九州男とのコラボ作。
2. ムカイカゼ
  - Coca-Cola Happy Music 東海・北陸エリアキャンペーンソング
3. Looking For You
  - 地上デジタル/東海地区2009年キャンペーンソング
4. Silver Town
  - EVERYBODY NEEDS MUSICにも収録されている。

## DVD収録内容
1. LIVE 2009 HOME PARTY in 日本武道館 トレーラー
2. YOU ～あなたがそばにいる幸せ～ (MUSIC VIDEO)

## 収録アルバム
- CIRCLE (HOME MADE 家族のアルバム) (#1,#2,#3) (#2はAlbum Ver.)